# دانيال بوشارد
دانيال بوشارد هو سياسي كندي، ولد في 6 فبراير 1968. نشط حزبياً في حزب كيبيك الليبرالي. وقد انتخب عضو الجمعية الوطنية في كيبك ‏.